# 胡喬木
胡 喬木（こ きょうぼく、1912年12月 - 1992年12月10日）は、江蘇省塩城県生まれ。中華人民共和国の政治家。喬木はペンネームで、本名は胡鼎新。
1930年江蘇省揚州高校卒業、清華大学在学中の1930年に中国共産主義青年団に加入。1932年中国共産党入党。1935年に浙江大学文理学院外国語文学学科卒業。延安時代は毛沢東の政治秘書を務めた。1948年新華社通信社長、党中央宣伝部副部長として毛沢東選集を編纂。1945年には若干の歴史問題に関する決議、1954年には中華人民共和国憲法の起草に関わる。1956年に中央委員、中央書記処候補書記となる。
1961年から健康不良を理由に第一線を退き、文化大革命で批判される。1974年に復活、1978年に新設された中国社会科学院院長、1982年に中央政治局委員となる。1983年から始まった反精神汚染キャンペーンで人道主義を支持した人民日報の胡績偉社長を批判、退任に追い込んだ。
1987年に党中央顧問委員会常務委員となり第一線から退いたものの、保守派の重鎮として李鵬らを支えた。
1992年9月28日、北京で逝去。遺言により、その遺骨は延安に撒かれた。

## 主な職歴
- http://www.cass.net.cn/y_09/y_09_01/y_09_01_02.htm